# 比利時的史蒂芬妮公主
史蒂芬妮（英語：Stephanie，1864年5月21日—1945年8月23日）是比利时公主和奥匈帝国皇儲妃。她是比利时国王利奥波德二世和奥地利女大公瑪麗·亨麗埃塔的女兒。
1881年，史蒂芬妮在维也纳奥古斯丁教堂嫁给奥地利皇储魯道夫。婚礼的客人包括了未来的英王爱德华七世和德意志皇帝威廉二世。两人的婚姻原本是幸福的，但是他们很快就发现对方性格不合。鲁道夫偏好自由主義而史蒂芬妮自小就在保守的比利时宫廷长大。1883年9月2日在他们的独生女伊麗莎白·瑪麗女大公出生后，夫妇俩的关系已经破裂。1886年，她因鲁道夫的外遇而感染了淋病并不能再生育。1889年，她的丈夫和情妇在自殺殉情，史稱梅耶林惨案。